# Bertran de Lamanon
Bertran d'Alamano(n) o de Lamanon, anche nelle varianti Bertan de Allamanon e Bertrams d'Alamano,  italianizzato in Bertrando d'Alamannone (fl. 1229-1266) è stato un cavaliere e trovatore provenzale, funzionario, diplomatico e ambasciatore alla corte del conte di Provenza.

Stemma della famiglia De Lamanon.

Restano ventidue sue composizioni, in particolare tenzoni provocatorie e sirventesi, molti dei quali trattano temi riguardanti le crociate.

## Biografia
La vida di Bertran è una delle più brevi tra quelle dei trovatori, con solo ventisette parole in un manoscritto:
Da questa breve biografia risulta che egli fosse di Lamanon, attuale Eyguières e figlio del signore di Brugières, che potrebbe riferirsi alle località di Castres, Uzès o Tolosa, e zio del funzionario Pierre de Lamanon. Inoltre suo figlio, Pierre de Lamanon, fu vescovo di Sisteron dal 1292 al 1304.
Tuttavia, Bertran appare con una certa frequenza nei documenti del periodo. Viene attestato innanzitutto di essere stato nel 1235 al servizio di Raimondo Berengario IV di Provenza, continuando a servire il suo successore, Carlo I d'Angiò, almeno fino al 1260, la data della sua ultima comparsa nei documenti. Si presume che egli abbia seguito Carlo nel 1265 nel periodo in cui questi conquistò il Regno di Sicilia.
Il 5 giugno 1241 a Montpellier firmava l'atto di divorzio tra Raimondo VII di Tolosa e Sancha, figlia di Alfonso II di Aragona. Fu anche firmatario al trattato di pace del 1262 tra Carlo I e la città di Marsiglia. Nello stesso archivio documentale che contiene queste informazioni si legge anche che Bertran e suo fratello Pons riconoscevano il diritto al vescovo di Avignone di sbarcare a Beauvezer, per cui annualmente ottenevano due oboi o due pernici.

## Poesia
In uno dei suoi primi componimenti del 1233, Bertran criticava l'opprimente comportamento di Raimondo Berengario verso i suoi sudditi provenzali allorché faceva il giuramento da crociato. In una sua opera del 1247, Carlo viene fatto oggetto di critica per il progetto di partire per la crociata quando egli poteva ben pensare alla sua rivendicazione sulla Provenza. Un simile tema appare in un'altra poesia, in cui Carlo viene criticato per voler pianificare la sua guerra contro i turchi e corasmici invece di occuparsi della Provenza. In un lavoro non datato, Bertran esprimendo la frustrazione con la sua signora, dichiara che avrebbe voluto essere fatto prigioniero piuttosto dai "masmutz" (musulmani) che da lei.
In un sirventes, Bertran rimpiange la vita della capitale provenzale di Aix-en-Provence: "Devo pensare a cause legali e avvocati al fine di redigere atti notarili; allora guardo fuori lungo la strada per vedere se sta arrivando qualche corriere ... E dunque mi diranno 'prendi il tuo cavallo, sei richiesto alla corte; sarai multato e non perdonato, se l'udienza non va avanti per colpa tua'." In Pos anc nous valc amors, seigner Bertran, Bertran aspetta impaziente l'arrivo dell'Anticristo, in modo da riuscire a possedere una signora che gli resiste.
In D'un sirventes mi ven gran voluntate, scritto dopo la morte dell'imperatore Federico II nel 1250 e prima del 1265, Bertran accusa il papato di voler tenere intenzionalmente il trono del Sacro Romano Impero vacante in modo da estorcere denaro ai candidati imperiali, come se l'Impero fosse in suo possesso. Bertran suggerisce che i candidati potrebbero andare a combattere, perché la Chiesa sicuramente sosterrebbe il più forte, almeno fino a quando il suo potere non inizi a indebolirsi. Ma tutti i candidati potrebbero fare meglio, se andassero proprio alla crociata in Terra santa, allora il papa conferirebbe loro le indulgenze, ma non certo il suo denaro.
Negli ultimi componimenti, scritti tra la settima e l'ottava crociata (1260–1265), Bertran lamenta il declino del Cristianità d'oltremare. La sua opera più famosa è probabilmente Us cavaliers si jazia ("Una volta un signore stava sdraiato"). Fra gli altri trovatori con i quali Bertran ha composto tensos figurano Guigon de Cabanas (Vist hai, Bertran, pos no-us uiron mei oill e Amicx Guigo, be.m asaut de ton sen) e Sordello (Bertrans, lo joy de dompnas e d'amia e Mout m'es greu d'En Sordel, car l'es faillitz sos senz). Contrariamente a Sordello, Bertran credeva che il cuore sarebbe stato concesso soltanto alle nobili signore e non diviso tra codardi. Ciò nonostante, egli stava seguendo Sordello quando compose un ibrido di un sirventes e un planh.

## Elenco delle opere
- Un sirventes farai ses alegratge
- Qi qe s'esmai ni.s desconort
- De l'arciuesque mi sa bon
- Ja de chantar nulh temps no serai mutz
- Pueis chanson far no m'agensa
- Lo segle m'es camiatz
- De la sal de Proenza.m doill
- D'un sirventes mi ven gran voluntatc
- L'escurgazhar a me fa tan gran feresa
- Tut nos cuzauam ses faillia
- Vist hai, Bertran, pos no-us uiron mei oill
- Amicx Guigo, be.m asaut de ton sen
- Bertrans, lo joy de dompnas e d'amia
- Doas domnas aman dos cavalliers
- Mout m'es greu d'En Sordel, car l'es faillitz sos senz
- Seigner coms, eu.s prec que.m diiatz
- Pos anc no.us ualc amors, senh'en Bertran
- De uos mi rancur, compaire
- Una chanzon dimeia ai talan
- Nuls hom non deu eser meraveilaz
- S'ieu agues uirat l'escut